# Jambiliara
Jambiliara is een geslacht van rechtvleugeligen uit de familie sabelsprinkhanen (Tettigoniidae). De wetenschappelijke naam van dit geslacht is voor het eerst geldig gepubliceerd in 1998 door Ingrisch.

## Soorten
Het geslacht Jambiliara omvat de volgende soorten:
- Jambiliara angula Ingrisch & Tan, 2012
- Jambiliara laticauda Karny, 1926
- Jambiliara macroptera Ingrisch, 1998
- Jambiliara moultoni Karny, 1923
- Jambiliara selita Ingrisch & Tan, 2012